# 한징 센터
한징 센터(중국어: 汉京中心)는 중화인민공화국 선전에 위치하고 있다.

## 같이 보기
- 마천루 목록
- 아시아의 마천루 목록
- 중화인민공화국의 마천루 목록